# Medisch zelfzorgmiddel
Een medisch zelfzorghulpmiddel is een hulpmiddel bedoeld om te gebruiken voor zelfzorg ter diagnose, preventie, bewaking, behandeling of verlichting van ziekten. Het wordt doorgaans gebruikt zonder tussenkomst van een beroepsmatige zorgverlener, dus zonder recept. In de praktijk wordt de term gebruikt voor zowel zelfzorgmiddelen als zelfzorgproducten. 
Voorbeelden van zelfzorgmiddelen zijn neussprays tegen hooikoorts en zalven tegen spierpijn, maar ook hartslagmeters en vitaminepillen. 

## Soorten zelfzorgmiddelen
Vaak wordt een onderscheid gemaakt tussen:
- gezondheidsproducten (gericht op preventie), zoals voedingssupplementen,
- zelfzorgmedicijnen zoals aspirine en
- overige zelfzorghulpmiddelen, bijvoorbeeld apparatuur om het insulinegehalte in het bloed te meten.

Kenmerkend onderscheid is de aard van de werking: fysisch voor medische hulpmiddelen en voor geneesmiddelen farmacologisch, immunologisch of metabool.
Verzorgende producten, zoals sommige cosmetica worden ook wel tot medische zelfzorgmiddelen gerekend, maar deze claimen doorgaans geen of een veel minder vergaande gezondheidsbevorderende of medische werking.

## Omvang zelfzorgmarkt
De totale omzet aan zelfzorgproducten wordt voor Nederland in 2011 geschat op 700 miljoen euro. De  markt van zelfzorggeneesmiddelen, gezondheidsproducten en medische hulpmiddelen is de laatste tien jaar in Nederland met ongeveer 50% toegenomen. Drogisterijketens nemen een groot deel van de omzet voor hun rekening, maar het aandeel van supermarkten en internetaanbieders groeit. De laatste jaren is er vooral een toename van hulpmiddelen in verband met voortplanting. Vergeleken met andere landen in Europa bevinden Nederland en België zich wat uitgaven voor zelfmedicatie betreft in de middenmoot. In België geeft men 58 euro per jaar per hoofd van de bevolking uit aan zelfzorgproducten (14% van de totale uitgaven aan medicatie en zorgmiddelen), Nederland  41 euro (11%). 

## Industrie
In Nederland is een groot deel van de producenten van zelfzorgmiddelen georganiseerd in Neprofarm, de Nederlandse Vereniging van de Farmaceutische Industrie van Zelfzorggeneesmiddelen en Gezondheidsproducten. Neprofarm treedt op als belangenbehartiger van fabrikanten en importeurs. Tot deze middelen behoren zowel reguliere zelfzorggeneesmiddelen, homeopathische, fytotherapeutische en antroposofische geneesmiddelenmiddelen als voedingssupplementen en kruidenpreparaten. Onder de 25 leden van Neprofarm, die samen het overgrote deel van de Nederlandse zelfzorgmarkt verzorgen, vinden we onder meer Bayer, Procter & Gamble, VSM en Weleda.

## Toezicht
De wettelijke regels voor gezondheidsproducten, zelfzorgmedicijnen en andere zelfzorgmiddelen verschillen.
In Nederland moet elk medisch zelfzorghulpmiddel voorzien zijn van een CE-teken op de verpakking en gebruiksaanwijzing. Echter, bevat dit CE-teken geen nummer, dan heeft de fabrikant op eigen gezag een CE-teken aangebracht. Dit is voor de meeste medische hulpmiddelen het geval. Als wel sprake is van een CE-teken met een nummeraanduiding dan heeft een zogenaamde 'aangewezen instantie' het product gecertificeerd op grond van onder meer de veiligheid, de bewaar- en opslagcondities en eventuele ongewenste bijwerkingen die onaanvaardbare risico’s opleveren.
Reclame-uitingen voor een medische hulpmiddelen worden in Nederland aan de Code voor de Publieksreclame voor Medische Hulpmiddelen (CPMH) getoetst. De hiermee in belaste instantie, de keuringsraad KOAG/KAG, toetst niet de geclaimde werking, maar wel of de tekst op de verpakking overeenstemt met de reclame-uitingen en de certificering. Deze raad kan bij overtredingen een klacht indienen bij de Reclame Code Commissie of naar de rechter stappen. De keuringsraad heeft werkafspraken met de Inspectie Gezondheidszorg en Jeugd.
In Europa is publieksreclame voor zelfzorggeneesmiddelen toegestaan. In de Verenigde Staten is zelfs voor receptgeneesmiddelen directe publieksreclame toegelaten.